# Ószász genezis
Az ószász genezis (németül: Altsächsische Genesis) a Heliand mellett az egyetlen olyan 9. századi költemény, amely ószász (óalnémet) nyelven íródott.

## Felfedezése
Korábban ismert volt, hogy a Heliand költemény latin nyelvű bevezetője utal az Újszövetséget feldolgozó Heliand mellett az Ószövetség ószász feldolgozására is – amit azonban sokáig nem találták meg. Eduard Sievers a 19. század második felében írott munkájában (Der Heliand und die angelsächsische Genesis, 1875) valószínűsítette, hogy az akkoriban már ismert Angolszász genezis egy része tulajdonképpen az elveszettnek hitt ószász genezis fordítása. A föltevést igazolta Karl Zangemeister, aki 1893-ban a Vatikáni Apostoli Könyvtár egyik IX. századi kéziratában ráakadt az ószász genezis négy töredékére.

## Leírása
Mai ismereteink szerint az ószász genezist ismeretlen szerző jegyezte le a 840-es évek körül, alliteráló (Stabreim) hosszúsorokban (Langzeile). A bibliai genezist mutatja be úgy, hogy a germán hősköltemények stíluselemeit felhasználja és a korabeli jogi viszonyokat bevonja a költemény világába. Feltételezhető, hogy a költeményhez apokrif forrásokat is felhasználtak (Antikrisztus-legenda, Henoch-legenda, Angyalok bukása).
Az ószász genezisből csak három töredék maradt fenn, összesen 337 versszak utóiratként a Heliand egy kivonatával közösen egy 9. századi mainzi komputista kéziratban. Megerősíti a Helianddal való összetartozását az is, hogy a Heliand latin nyelvű előszavában (Praefatio) említésre kerül Lajos király (bizonytalan, hogy Német Lajosról avagy (Jámbor) Lajosról van-e szó), aki a szász énekest azzal is megbízta, "uetus ac nouum Testamentum in Germanicam linguam poetice transferre" ("hogy az Ó- és az Újszövetséget német nyelvre énekekben átültesse"). A praefatio viszont valószínűleg később keletkezett, és a genezis költője inkább a Heliand költőjének utódja, mintsem ugyanaz a személy lehetett. A költemény további tartalmára ill. formai felépítésére enged következtetni az angolszász genezis (B), amely részeiben az ószász genezis hű fordításának tekinthető.
- I. Töredék: A bűnbeesés után
- II. Töredék: Ábel meggyilkolása után
- III. Töredék: Sodoma elsüllyedése

## Külső Hivatkozás
- A szövegtöredékek (Bibliotheca Augustana)